# Wanda Jackson
 (mai 2019).
Si vous disposez d'ouvrages ou d'articles de référence ou si vous connaissez des sites web de qualité traitant du thème abordé ici, merci de compléter l'article en donnant les références utiles à sa vérifiabilité et en les liant à la section « Notes et références ».
Wanda Lavonne Jackson, née le 20 octobre 1937 à Maud (Oklahoma), est une chanteuse américaine de rock 'n' roll et de musique country, une des premières femmes à avoir du succès dans ces styles. On l'a souvent présentée comme l'équivalent féminin de Gene Vincent.

## Biographie

### Enfance
Wanda Jackson est la fille de Tom Jackson Robert et Nellie Vera Jackson. Elle est née à Maud (Oklahoma) en 1937, mais a vécu une grande partie de son enfance à Oklahoma City. Enfant, elle apprend le piano puis la guitare. Son père, musicien, décide d'emménager avec sa famille en Californie dans les années 1940, y espérant une vie meilleure. Deux ans plus tard, il achète à Wanda une guitare et l'encourage fortement à jouer. Il l'emmène également voir des concerts de Spade Cooley, Tex Williams et Bob Wills.
En 1948, quand elle a 11 ans, sa famille retourne dans l'Oklahoma. En 1956, elle remporte un concours de talents, ce qui lui permet d'obtenir sa propre émission de radio, bientôt prolongée de 30 minutes.

### Carrière
Wanda Jackson commence sa carrière professionnelle à 16 ans, alors qu'elle fréquente encore le collège de Capitol Hill à Oklahoma City, en se faisant découvrir par Hank Thompson en 1954, qui a entendu ses chansons sur la station locale KLPR-AM. Il l'invite donc à jouer avec son groupe, les Brazos Valley Boys. Elle enregistre quelques chansons sur leur label, Decca Records, y compris You Can't Have My Love, un duo avec le chef d'orchestre de Thompson, Billy Gray. La chanson est publiée comme single en 1954 et atteint la huitième place aux « charts » country. Elle enregistre sept disques pour la firme jusqu'en 1956. Son répertoire est à cette époque encore exclusivement country. Elle part alors en tournée avec Elvis Presley, qui l'encourage à persévérer.
Le producteur Ken Nelson l'attire bientôt chez Capitol Records, où elle amorce une carrière qui s'avérera fructueuse. Elle se consacre désormais au rock 'n' roll. Son premier simple est I Gotta Know. Elle y connaît son premier succès avec Fujiyama Mama (1958), une reprise d'Annisteen Allen. Ses autres tubes : Let's Have A Party (1959), qu'elle emprunte à Elvis Presley, Long Tall Sally (un succès de Little Richard), Honey Bop, Honey Don't, etc. Parmi ses propres compositions, citons Mean, Mean, Mean, Rock Your Baby ou Savin' My Love. Durant cette période elle tourne encore avec Elvis, et aussi avec Jerry Lee Lewis, Buddy Holly et Carl Perkins.
En 1961, Wanda Jackson part enregistrer à Nashville et revient à la country. Right Or Wrong est un succès, no 9 dans le classement country & western. 
Lorsque sa popularité baisse aux États-Unis, Wanda Jackson entreprend des tournées en Europe et en Asie. Elle s'est produite pour la première fois en France en 1965, à Paris, à l'Olympia, à la boîte de nuit La Locomotive et au Moulin Rouge. Elle anime son propre programme à la télévision américaine, Music village, entre 1965 et 1967.
Dans les années 1970 elle se tourne vers la religion et interprète beaucoup de gospel. Elle continue à se produire dans de nombreux festivals country dans les années 1980 et 1990. Elle tourne encore et enregistre de temps en temps avec des artistes comme Elvis Costello ou The Cramps.
Le 26 mars 2019, elle annonce à travers un communiqué sur Facebook prendre sa retraite de la scène, notamment pour des raisons de santé, après plus de soixante années de carrière.

## Discographie
Capitol Records :
- Wanda Jackson, 1958
- Rockin' With Wanda, 1960
- There's A Party Goin' On, 1961
- Right Or Wrong, 1961
- Wonderful Wanda, 1962
- Love Me Forever, 1963
- Two Sides Of Wanda, 1964
- Blues In My Heart, 1965

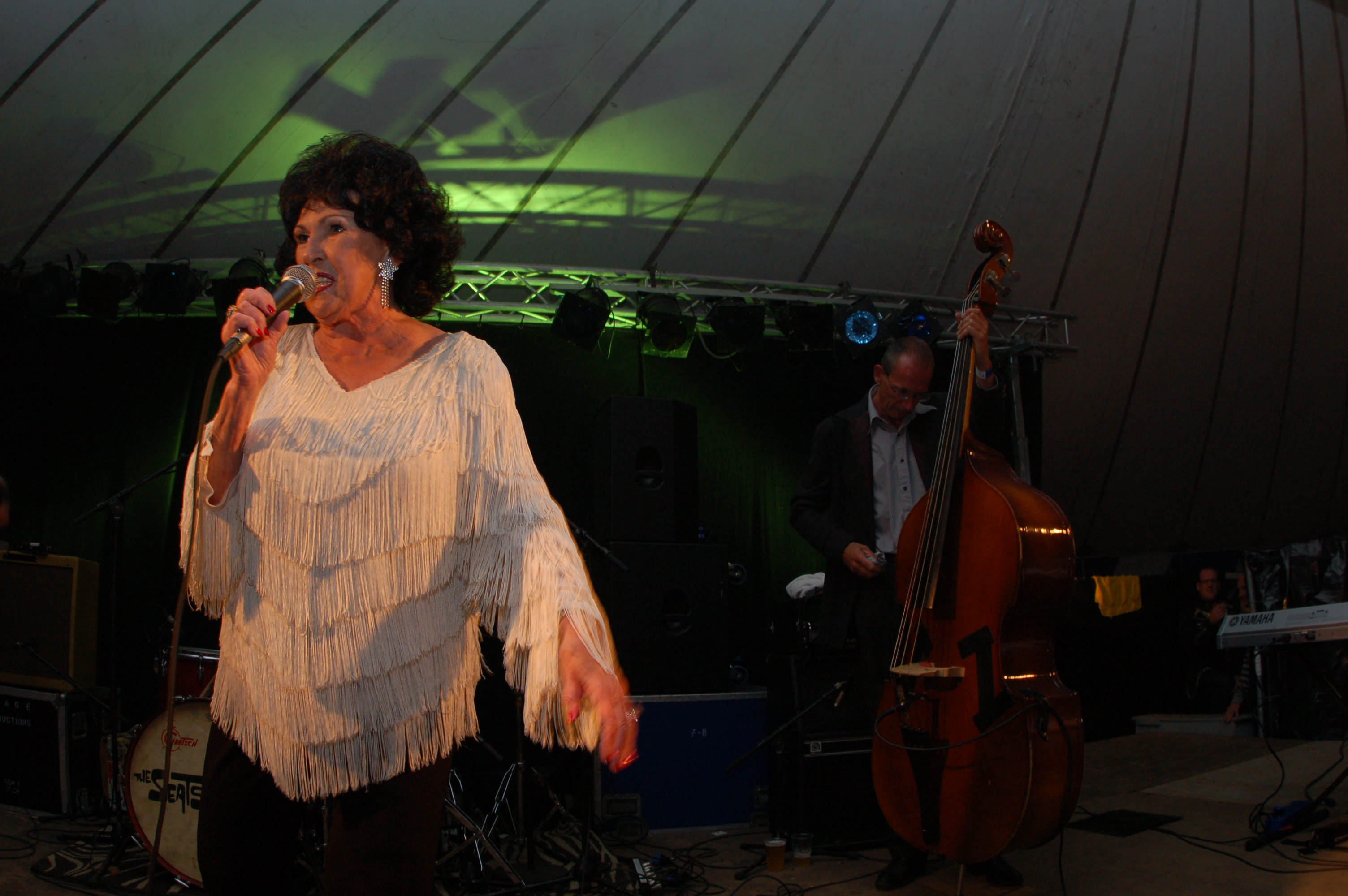
Wanda Jackson en 2008.

- Wanda Jackson Sings Country Songs"", 1965
- Wanda Jackson Salutes the Country Music Hall of Fame, 1966
- Reckless Love Affair, 1967
- You'll Always Have My Love, 1967
- The Cream Of The Crop, 1968
- The Many Moods Of Wanda Jackson, 1968
- The Happy Side Of Wanda, 1969
- Country, 1970
- A Woman Lives For Love, 1970
- I Gotta Sing, 1971
- Praise The Lord, 1972
- I Wouldn't Want You Any Other Way, 1972
- Country Keepsakes, 1973

Word Records :
- Country Gospel, 1973

Myrrh Records :
- When It's Time to Fall in Love Again, 1974
- Now I Have Everything, 1975
- Make Me Feel Like a Child Again, 1976

Word Records :
- Closer to Jesus, 1978
- My Testimony, 1979

Tab Records :
- My King Of Gospel, 1984
- Rockabilly Fever, 1984

Supraphon CZ :
- Let's Have a Party in Prague, 1989

CMH Records :
- Heart Trouble, 2003

Third Man Records :
- I Remember Elvis, 2006
- The Party Ain't Over, 2011
- Wanda Live! at Third Man Records, 2011
- Unfinished Business, 2012